# 성기운
성기운(成岐運, 1847년 12월 10일 ~ 1924년 11월 27일)은 조선 말기의 관료, 정치가 겸 일제강점기의 귀족으로, 자는 봉서(鳳瑞), 호는 건제(健齊)이며 본관은 창녕(昌寧)이다.

## 학력
- 과거 병과(丙科) 급제

## 생애
1847년 충청남도 공주의 노론 명문 양반 가문에서 태어났다. 1879년 과거에 급제하며 초엘리트 과정을 밟았고, 초년 시절부터 청나라 톈진에서 관료로 입각하였다.
동학농민운동이 일어났을 때 청군의 개입을 요청하는 등 본래 남정철, 박제순 등과 함께 친청파에 속했으나 이후 친러적인 모습을 보인 명성황후의 여흥 민씨 세력에 포함되었으며, 을미사변으로 명성 황후가 사망하면서 여흥 민씨 세력이 몰락하자 친일파로 신속히 변신했다. 성기운 귀족이 소유한 소작농과 호위무사의 수는 150명에 이르렀다.
1902년 일본이 경부선 철도의 공사를 시작했을 때 철도원의 총재를 맡았고, 이후 지방의 관찰사를 지냈다. 경상남도 관찰사로 있을 때는 의병 토벌에 앞장 섰다. 1906년 박제순을 수반으로 한 친일 내각이 수립되었을 때 농상공부대신으로 입각하였다.
1910년 한일 병합 조약 강제 체결후 일본 정부로부터 조약 체결에 협조한 공으로 남작 작위를 받았으며 그의 작위는 아들 성주경이 습작하였다.
2002년 민족정기를 세우는 국회의원모임이 발표한 친일파 708인 명단과 2008년 민족문제연구소에서 친일인명사전에 수록하기 위해 정리한 친일인명사전 수록예정자 명단에 모두 선정되었다. 2007년 대한민국 친일반민족행위진상규명위원회가 발표한 친일반민족행위 195인 명단에도 들어 있다.

## 서훈 내역
- 대례 기념장

## 가족 관계
- 아버지: 성의익(成義益) - 조선왕실 판서
  - 아들: 성주경(成周絅) - 조선귀족 남작
    - 손자: 성일용(成一鏞) - 조선귀족 남작
    - 진외손자: 김광림(金光琳) - 제18·19·20대 국회의원

## 참고 자료
- 친일반민족행위진상규명위원회 (2007년 12월). 〈성기운〉 (PDF). 《2007년도 조사보고서 II - 친일반민족행위결정이유서》. 서울. 235~249쪽. 발간등록번호 11-1560010-0000002-10.[깨진 링크(과거 내용 찾기)]
- 『친일반민족행위진상규명 보고서』Ⅳ-8: 친일반민족행위자 결정이유서(친일반민족행위진상규명위원회, 현대문화사, 2009).
- 「일제강점하 반민족행위 진상규명에 관한 특별법」 제2조 제7·17·19호에 해당하는 친일반민족행위로 규정되어 『친일반민족행위진상규명 보고서』 Ⅳ-8: 친일반민족행위자 결정이유서(pp.410∼423).
- 『친일인명사전』2 (민족문제연구소, 2009).
- 『조선귀족열전(朝鮮貴族列傳)』(大村友之丞, 朝鮮硏究會, 1910).